# الغجر في الولايات المتحدة
يقدر عدد الغجر في الولايات المتحدة بحوالي مليون شخص. ورغم اندماجهم في المجتمع الأمريكي، لهم تجمعات كبيرة في جنوب كاليفورنيا، وشمال غرب المحيط الهادئ، وتكساس والشمال الشرقي، كما يتمركزون في مدن مثل شيكاغو وسانت لويس. بدأ الغجر، المختلفين عرقيا عن الأوروبيين، استقرارهم في الولايات المتحدة منذ منتصف القرن التاسع عشر.
بدأت أكبر موجة لهجرة الغجر بعد إلغاء الرق في رومانيا عام 1864م. واستمرت هجرتهم إلى الولايات المتحدة بمعدل ثابت منذ ذلك الحين، وشهد الغجر موجة جديدة من الهجرة عند انهيار الشيوعية عام 1989م في وسط وشرق أوروبا.
صعوبة تحديد حجم الغجر الأمريكيين وغياب آثارهم التاريخية والثقافية، يجعل الأمريكيين غير مدركين إلى حد كبير لوجود مجتمع غجري في وسطهم. وعدم أهمية وملحوظية مصطلح الغجر في الولايات المتحدة يمنع الكثير من الغجر من تعريف أنفسهم كمجتمع غجري. التعداد الأمريكي لا يميز الغجر كمجموعة عرقية أو ثقافية لكونها ليست جنسية ولا ديناً.